# Ҙ
Ҙ, ҙ – litera rozszerzonej cyrylicy. Jest to siódma litera alfabetu baszkirskiego, w którym oznacza dźwięk [ð], tj. spółgłoskę szczelinową międzyzębową dźwięczną.
Fonem [ҙ] często występuje w wygłosie (көҙ – „jesień”, яҙ – „wiosna”) i śródgłosie (оҙаҡ – „długo”, иҙән – „podłoga”). W nagłosie występuje tylko w słowie ҙур – „wielki” oraz w wyrazach pochodnych jak np. ҙурлыҡ – „wielkość”. Etymologicznie odpowiada staroturkijskiemu *d (w pozycji interwokalnej oraz w sąsiedztwie *r) lub *z.

W baszkirskim alfabecie łacińskim (oficjalnie używanym do 1940) literze tej odpowiadała litera đ.

## Kodowanie
| Znak                   | Ҙ                                         | Ҙ                                         | ҙ                                       | ҙ                                       |
| ---------------------- | ----------------------------------------- | ----------------------------------------- | --------------------------------------- | --------------------------------------- |
| Nazwa w Unikodzie      | CYRILLIC CAPITAL LETTER ZE WITH DESCENDER | CYRILLIC CAPITAL LETTER ZE WITH DESCENDER | CYRILLIC SMALL LETTER ZE WITH DESCENDER | CYRILLIC SMALL LETTER ZE WITH DESCENDER |
| Kodowanie              | dziesiątkowo                              | szesnastkowo                              | dziesiątkowo                            | szesnastkowo                            |
| Unicode                | 1176                                      | U+0498                                    | 1177                                    | U+0499                                  |
| UTF-8                  | 210 152                                   | d2 98                                     | 210 153                                 | d2 99                                   |
| Odwołania znakowe SGML | &#1176;                                   | &#x0498;                                  | &#1177;                                 | &#x0499;                                |